# コクタン
コクタン（漢字表記：黒檀・烏木、英名：Ebony、エボニー）は、カキノキ科カキノキ属の熱帯性常緑高木の数種の総称。
インドやスリランカなどの南アジアからアフリカに広く分布している。
木材は古代から世界各国で家具や、弦楽器などに使用され、セイロン・エボニーは唐木のひとつで、代表的な銘木である。

## 形態
樹高25m、幹の直径1m以上になるが、生育がきわめて遅い。幹は平滑で黒褐色である。葉は長さ6-15cmの長円形、平滑でやや薄いが革質で光沢がある。花は雌雄同株で、雄花は数個から十数個まとまり、雌花は単生する。果実は直径2cmくらいで、カキの実を小さくしたような感じであり、食用になる。

## 種
- Diospyros ebenum （英語版ウィキペディア内説明） - 通称、セイロン・エボニー、イースト・インディアン・エボニー、本黒檀。

インドやスリランカ原産。シルクロードの交易品として古くからアジアやヨーロッパで使用されているエボニー。植林も多くされており、木材供給量では最も多い品種。
エボニーでは最高級とされる。
- Diospyros celebica（英語版ウィキペディア内説明） - 通称、マカッサル・エボニー（日本国内ではカリマンタン・エボニーと称されることもある）、縞黒檀。

インドネシア原産のエボニー。中でもスラウェシ（セレベス）島産のものが有名で、英語圏では同島の中心的な港湾都市であるマカッサルに由来する通称が流通している。縞杢と呼ばれる特徴的な縞模様の木目を有している。
- Diospyros malabarica（英語版ウィキペディア内説明） - 通称、ブラック・アンド・ホワイト・エボニー、ペール・ムーン・エボニー、斑入黒檀。[2]

ラオスなどの東南アジア原産のエボニー。白と黒の斑点や縞模様の独特な木目が特徴。
- Diospyros mun - 通称、ムン・エボニー、ブラック・アンド・ホワイト・エボニー、青黒檀。

ラオスやベトナムなどの東南アジア原産のエボニー。乾燥前の段階では緑色がかっているため日本では青黒檀と呼ばれる。
- Diospyros crassiflora（英語版ウィキペディア内説明） - 通称、アフリカン・エボニー、ガブーン・エボニー。

マダガスカルやカメルーン、ナイジェリアなどアフリカ全土に分布するエボニー。木材がギャングの資金源にされやすいことからワシントン条約の附属書IIに登録されている。
セイロン・エボニーの代替用としてしばし使われる。

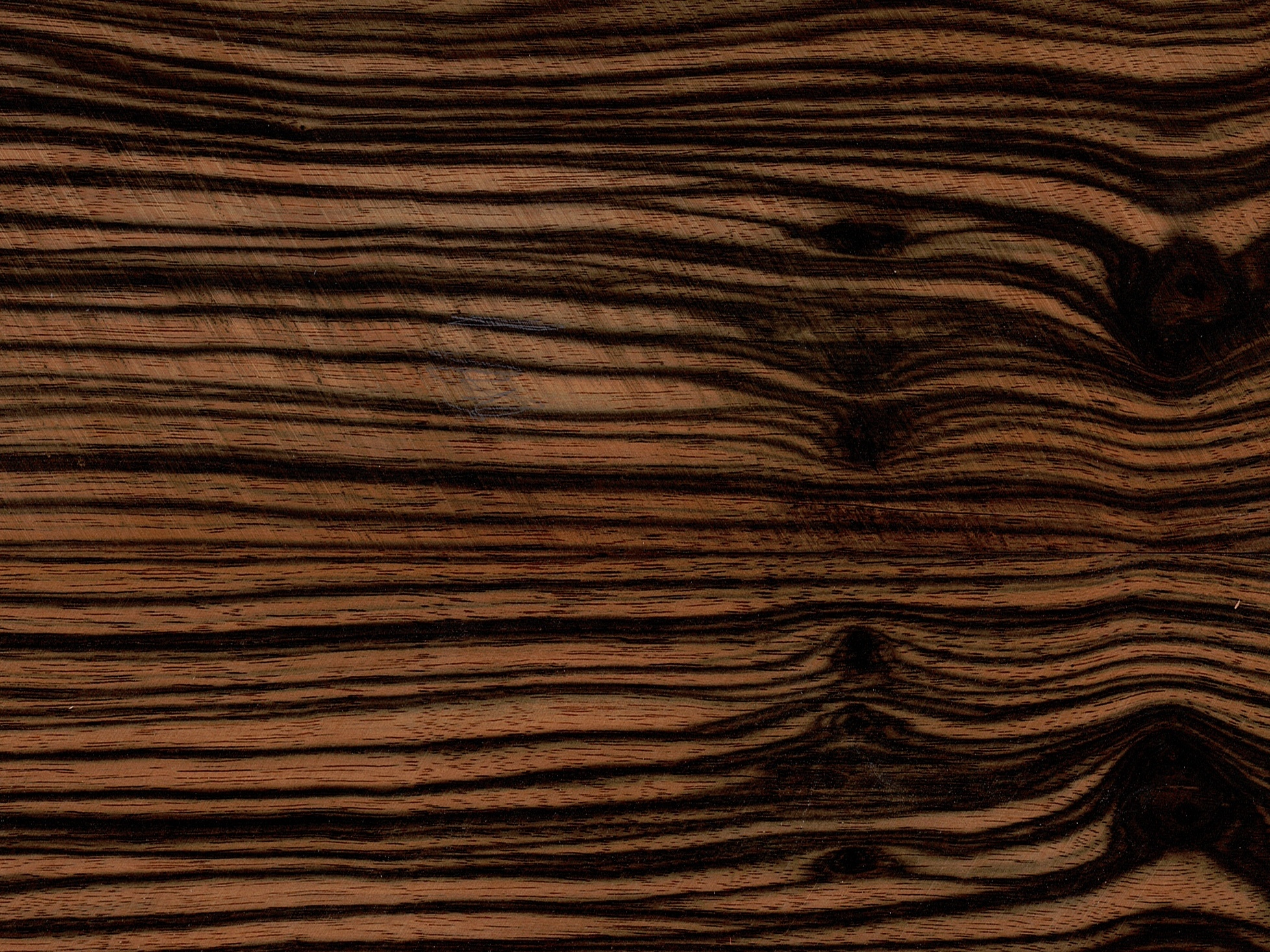
マカッサル・エボニーの板材
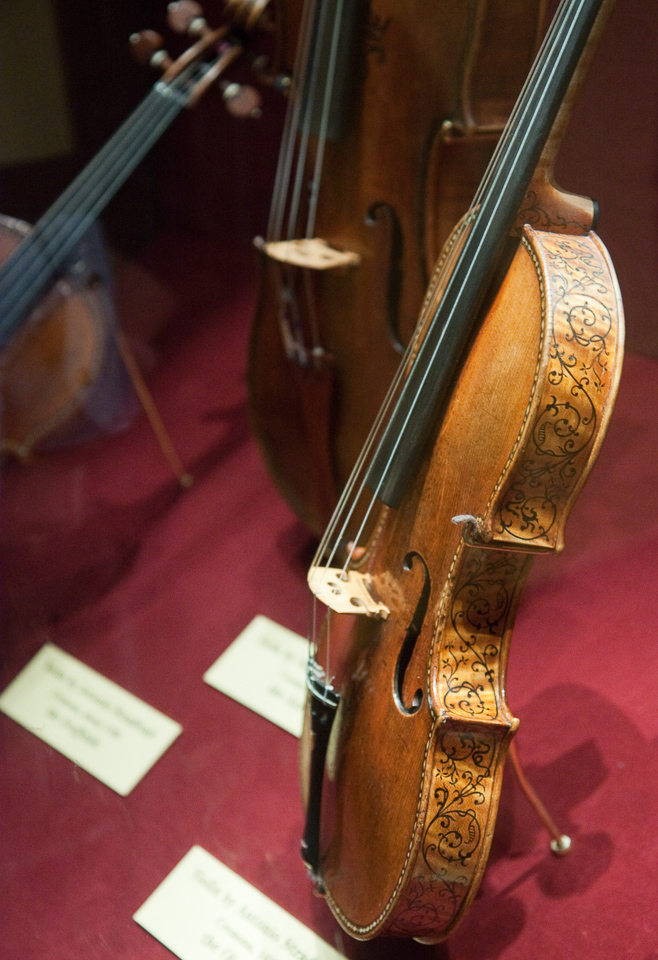
セイロン・エボニーを指板に使用しているストラディバリウス製ヴァイオリン
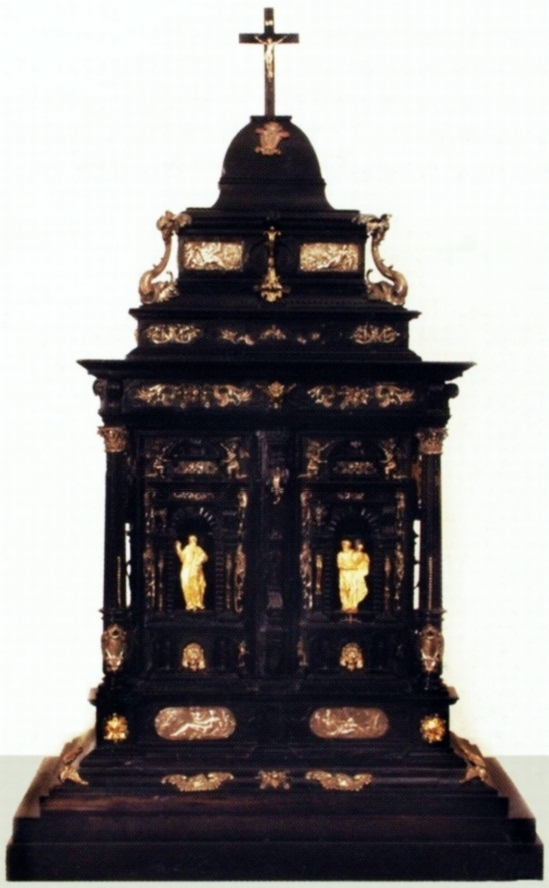
フランス皇后のマリア・ルイーザが所有したセイロン・エボニー製のキャビネット

## 利用
コクタンの木材は銘木として古くからよく知られ、製品の素材に用いられる心材の材質の特徴としては漆黒の色合いで緻密かつ重厚かつ堅固である点が挙げられる。
細工用の木材として、家具、仏壇、仏具、建材、楽器、ブラシの柄などに使用される。特にピアノの黒鍵、ヴァイオリンなど弦楽器の指板、三線の棹、カスタネット（打楽器）やチェスの駒などに用いられている。

## エボナイズ
木材販売業者界では黒いエボニーほど貴重とされる。そのため、しばしば色の薄い廉価なエボニーを染色加工したり、塗装されたメイプルなどで代替されることがある。こういった行為を一括してエボナイズ (ebonized) と呼ぶ。エボナイズにはタンニンや墨汁、アクリル塗料、酢酸、樹皮、酸化鉄など様々な材料が試されている。エボナイズされた木材は、黒檀の代替品として主にバイオリンなどの廉価な楽器で使用されている。

## アフリカン・エボニーの違法伐採の問題
マダガスカルでは欧米やアジアで銘木と言われる近縁種の樹木が多く生育していることから、近年木材産業が非常に盛んになっている。
特にアフリカン・エボニーは古くから高級家具や楽器で愛用されているエボニーの近縁種であるため、現地の物価としては非常に高値で取引され、原産国の武装ギャングによって、私有地や国立公園の産業用でない樹木が強奪されることがしばしある。
これらの木材のほとんどが中国やヨーロッパの木材販売業者に流れ世界中に流れているとの報告もある。
現在、治安の安定化とギャングの資金源を断つために、ワシントン条約の附属書IIに登録されており、加盟国内から輸入する際には生産者の販売証明書類の提出を求められている。
2012年には、アメリカのギターメーカーであるギブソン社が、現地の木材販売業者から証明書類を取得せずにマダガスカル・エボニーを輸入したとして30万ドルの罰金を司法当局から命じられている。